# Yuji Nakayoshi
Yuji Nakayoshi (中吉 裕司 Nakayoshi Yuji?), född 4 september 1972 i Tokyo prefektur, är en japansk före detta fotbollsspelare.
Nakayoshi började sin karriär 1995 i Toshiba (Consadole Sapporo). 1998 flyttade han till Oita Trinity (Oita Trinita). Han avslutade karriären 1999.